# Liu Kunyi
Liú Kūnyī (cinese:刘坤; Xinning, 21 gennaio 1830 – Pechino, 6 ottobre 1902) è stato un politico e militare cinese, distintosi durante la repressione della Rivolta dei Taiping. Ricoprì la carica di Viceré del Liangjiang nel 1875 e tra il 1880 e 1882, e di Viceré del Liangguang tra il 1875 e il 1879.

## Biografia
Nacque il 21 gennaio 1830, a Xinning, nella provincia dello Hunan, e dopo aver ottenuto la lingsheng nel sistema degli esami imperiali, entrò nell'esercito dello Hunan nel corso del 1855. Collaborò con il generale Li Hongzhang alla repressione della rivolta dei Taiping, distinguendosi a Changyou tanto che nel 1860 fu nominato governatore di Guangxi. Nel maggio 1862 ottenne un importante successo militare nel Guangdong, e poi nel Guangxi nel corso del successivo mese di ottobre.
In riconoscimento dei servizi resi, ricevette il titolo nobiliare di barone e gli fu assegnata la carica di governatore di Jiangxi, ricoprendo tale incarico dalla metà del 1865 al 1874. Nel 1875 fu nominato Viceré del Liangjiang, ma quasi subito, sostituito da Shen Baozhen, fu nominato Viceré di Liangguang, e ricoprì tale incarico fino al 1880, quando ritornò a ricoprire l'incarico di Viceré del Liangjiang. Vi rimase fino al 1882 quando fu sostituito da Peng Yulin. Durante i mandati come Viceré fu favorevole all'acquisto di navi e armamenti di tipo occidentali al fine di modernizzare l'esercito e la marina imperiali, combattendo nel contempo la corruzione e gli sprechi.
Oltre alle funzioni derivate dai suoi incarichi, nel 1880 gli fu chiesto di ricoprire l'incarico di consigliere dell'Imperatore per la politica estera da seguire verso l'Impero russo e il Giappone. Dopo l'invasione del Vietnam da parte della Francia, fu consigliere particolare dell'Imperatore Guangxu al riguardo, e poco tempo dopo andò in pensione per essere richiamato in servizio, con gli stessi incarichi, nel corso del 1890. Per i successivi quattro anni cercò di contrastare i movimenti anti missionari, per venire poi nominato commissario imperiale e posto a capo delle truppe dello Shanhaiguan, un passaggio strategico tra lo Zhili e Fengtian.
Partecipò marginalmente alla prima guerra sino-giapponese, ma nel 1895 sostenne una politica atta al prolungamento, sperando in un esito favorevole, del conflitto. Dopo la firma del Trattato di Shimonoseki ritornò a ricoprire l'incarico di consigliere particolare dell'Imperatore. 
Nel 1900, dopo lo scoppio della rivolta dei Boxer, si distinse nel cercare di contenere la ribellione, non seguendo l'editto imperiale del 21 giugno, emanato dall'imperatrice Cixi, che ordinava di sterminare tutti gli stranieri presenti in Cina. Si spense a Pechino il 6 ottobre 1902, poco dopo la presentazione di tre memoriali comuni sulla riforma dell'Impero Qing. Infatti il 6 aprile precedente era stata istituita una commissione composta da lui, Yuan Shikai e Zhang Zhidong che aveva il compito di elaborare proposte sul rinnovamento della legislatura dell'Impero cinese. Il giurista Wu Tingfang fu incaricato di studiare le legislazioni di alcuni paesi, e si recò in viaggio di studio in Gran Bretagna, Stati Uniti d'America, Spagna e Perù.

### Annotazioni
1. ↑  Traducibile in italiano con titolo di studio superiore.
2. ↑  Insieme a Li Hongzhang disobbedì agli ordini imperiali e mantenne neutrale la provincia da lui governata.

### Fonti
1. 1 2 3 4 5  Pak-Wah Leung 2002, p. 107.
2. 1 2 3 4 5 6 7  Pak-Wah Leung 2002, p. 109.
3. 1 2 3 4  Pak-Wah Leung 2002, p. 108.
4. ↑  Hummel 1943, pp. 164-166.
5. 1 2  Coccia 2008, p. 68.

### Periodici
- Giuliano Da Frè, La sconfitta del drago, in Rivista Italiana Difesa, n. 2, Chiavari, Giornalistica Riviera Soc. Coop., febbraio 2010,  pp. 80-97.